# Canton d'Orange
Le canton d'Orange  est une circonscription électorale française située dans le département de Vaucluse, en région Provence-Alpes-Côte d'Azur.

## Historique
Un nouveau découpage territorial de Vaucluse entre en vigueur à l'occasion des premières élections départementales suivant le décret du 25 février 2014. Les conseillers départementaux sont, à compter de ces élections, élus au scrutin majoritaire binominal mixte. Les électeurs de chaque canton élisent au Conseil départemental, nouvelle appellation du Conseil général, deux membres de sexe différent, qui se présentent en binôme de candidats. Les conseillers départementaux sont élus pour 6 ans au scrutin binominal majoritaire à deux tours, l'accès au second tour nécessitant 12,5 % des inscrits au 1er tour. En outre la totalité des conseillers départementaux est renouvelée. Ce nouveau mode de scrutin nécessite un redécoupage des cantons dont le nombre est divisé par deux avec arrondi à l'unité impaire supérieure si ce nombre n'est pas entier impair, assorti de conditions de seuils minimaux. En Vaucluse, le nombre de cantons passe ainsi de 24 à 17.
Le canton d'Orange est créé par ce décret. Il est formé de communes issues des anciens cantons d'Orange-Ouest (2 communes + 1 faction) et d'Orange-Est (1 faction). Il faisait partie de l'arrondissement d'Avignon. Depuis le 1er janvier 2017, il fait partie de l'arrondissement de Carpentras. Le bureau centralisateur est situé à Orange.

## Représentation
| Période élective | Période élective | Mandat | Mandat   | Identité              | Nuance | Nuance | Qualité                                                    |
| ---------------- | ---------------- | ------ | -------- | --------------------- | ------ | ------ | ---------------------------------------------------------- |
| 2015             | 2021             | 2015   | 2021     | Yann Bompard          |        | EXD    | Premier adjoint au maire d’Orange, Ligue du Sud            |
| 2015             | 2021             | 2015   | 2021     | Marie-Thérèse Galmard |        | EXD    | Adjointe au maire d'Orange, Ligue du Sud                   |
| 2021             | 2028             | 2021   | en cours | Valérie Andrès        |        | EXD    | Enseignante, conseillère municipale d'Orange, Ligue du Sud |
| 2021             | 2028             | 2021   | en cours | Yann Bompard          |        | EXD    | Conseiller sortant                                         |

### Résultats détaillés

#### Élections de 2021
Le premier tour des élections départementales de 2021 est marqué par un très faible taux de participation (33,26 % au niveau national). Dans le canton d'Orange, ce taux de participation est de 32,68 % (8 242 votants sur 25 217 inscrits) contre 34,94 % au niveau départemental. À l'issue de ce premier tour, deux binômes sont en ballotage : Valérie Andres et Yann Bompard (Ligue du Sud, 30,51 %) et Andre-Yves Beck et Frederique Vidal (RN, 28,45 %).

## Composition
Le canton d'Orange est composé de trois communes entières.
| Nom                            | Code Insee | Intercommunalité             | Superficie (km2) | Population (dernière pop. légale) | Densité (hab./km2) | Modifier                                    |
| ------------------------------ | ---------- | ---------------------------- | ---------------- | --------------------------------- | ------------------ | ------------------------------------------- |
| Orange (bureau centralisateur) | 84087      | CC du Pays Réuni d'Orange    | 74,20            | 29 357 (2022)                     | 396                | modifier les données · modifier les données |
| Caderousse                     | 84027      | CC du Pays Réuni d'Orange    | 32,39            | 2 541 (2022)                      | 78                 | modifier les données · modifier les données |
| Piolenc                        | 84091      | CC Aygues Ouvèze en Provence | 24,80            | 5 679 (2022)                      | 229                | modifier les données · modifier les données |
| Canton d'Orange                | 8411       |                              | 131,39           | 37 577 (2022)                     | 286                | modifier les données                        |

## Démographie
En 2022, le canton comptait 37 577 habitants, en évolution de +1,38 % par rapport à 2016 (Vaucluse : +1,73 %, France hors Mayotte : +2,11 %).
| 2013   | 2018   | 2022   |
| ------ | ------ | ------ |
| 37 043 | 36 907 | 37 577 |